# Liste der National Historic Landmarks in North Dakota
Diese vollständige Liste der National Historic Landmarks in North Dakota führt alle Objekte und Stätten im US-amerikanischen Bundesstaat North Dakota auf, die in diesem US-Bundesstaat als National Historic Landmark (NHL) eingestuft sind und unter der Aufsicht des National Park Service stehen. Die Stätten werden nach den amtlichen Bezeichnungen im National Register of Historic Places geführt.

## Derzeitige NHLs in North Dakota
|   | Name der Landmarke                        | Bild                                                                     | Jahr          | Ort      | County   | Beschreibung |
| - | ----------------------------------------- | ------------------------------------------------------------------------ | ------------- | -------- | -------- | --- |
| 1 | Big Hidatsa Village Site                  | Knife River Indian Villages National Historic Site: Big Hidatsa Village. | 19. Juli 1964 | Stanton  | Mercer   | Größtes von drei Dörfern der Knife River Indian Villages National Historic Site. |
| 2 | Fort Union Trading Post                   | Fort Union Trading Post                                                  | 4. Juli 1961  | Buford   | Williams | Bis 1867 der wichtigste Pelzhandelsposten am oberen Missouri, welche etwa von John James Audubon, George Catlin, Pater Pierre-Jean De Smet, Sitting Bull, Karl Bodmer und Jim Bridger besucht wurde. |
| 3 | Frederick A. and Sophia Bagg Bonanza Farm |                                                                          | 5. Apr. 2005  | Mooreton | Richland | Erhaltene Großfarm. |
| 4 | Huff Archeological Site                   |                                                                          | 18. Feb. 1997 | Huff     | Morton   | Ehemaliges befestigtes Dorf der Mandan am Ufer des Lake Oahe, das von der Öffentlichkeit besichtigt werden kann.                                                                                     |
| 5 | Menoken Indian Village Site               |                                                                          | 19. Juli 1964 | Bismarck | Burleigh | Archäologische Fundstätte eines Dorfes aus dem 12. Jahrhundert. |